# Pedro José Rufino

Pedro José Rufino nasceu a 26 de abril de 1816, na então Freguesia do Monte, hoje no estado da Bahia. Apresentou-se no serviço militar do Rio de Janeiro voluntariamente a 21 de junho de 1841, com 25 anos de idade, de onde partiu para atuar na defesa da fronteira do território sul-mato-grossense por quatro décadas, período em que participou da Guerra da Tríplice Aliança, também chamada de Guerra do Paraguai.
Pedro José Rufino, chegou à região do Pantanal mato-grossense por volta de 1850. Quando a guerra eclodiu, o militar rumou para Laguna, chegando ao local em 1867. Uma guerra que se tornaria sanguinária, longa e sofrida para ambas as partes, entre 1864 e 1870, Brasil, Argentina e Uruguai formalizaram uma aliança contra o governante paraguaio Solano Lopez, dirigente absoluto de um país que representava uma das mais fortes potências econômicas e regionais e acabou destruindo seu país na “Guerra Grande”, como é conhecida no Paraguai.
O Início da Guerra da Tríplice Aliança
A campanha do Uruguai, em 1864, foi o prefácio da guerra do Paraguai, de 1865 a 1870. Dois partidos viviam em luta constante no Uruguai, os “blancos” e os “colorados”, a vida dos brasileiros em território Uruguaio, tornou-se quase impossível em fato das constantes violências, vexames e arbitrariedades que passaram a sofrer. Faziam várias reclamações ao Governo Imperial, mas esse não dava a devida atenção, até que enviaram ao Rio de Janeiro uma intimação a defendê-los ou se defenderiam pelas próprias mãos.
O Império se viu forçado a agir e mandou uma esquadra com o Almirante Tamandaré no comando, chegando ali em 06 de maio de 1864. Foi substituído por pelo Visconde do Rio Branco em dezembro, mas esse também nada conseguiu, sendo assim Tamandaré começou as represálias, bloqueando os portos e ocupando a cidade de Salto, com tropas e artilharia, essas logo atacariam Paissandu. O Paraguai logo reage, e o Marechal Francisco Solano López declara guerra ao Brasil em 11 de novembro de 1864, pois em 1862 havia feiro uma aliança com o Uruguai para defesa ou ataque contra um inimigo. Mas antes de declarar guerra ele havia capturado o navio brasileiro “Marquês de Olinda”, que estava no porto de Assunção, e que levava o Coronel Carneiro Campos, Presidente da Província de Mato Grosso, que acabaria morrendo na prisão. 
Logo depois mandaria invadir o Mato Grosso em dezembro de 1864. O Paraguai era bem desenvolvido na sua época, sua produção agrícola era bem diversificada, os latifúndios improdutivos tinham virado fazendas estatais dando trabalho a milhares de pessoas, tinham uma fábrica de armamentos e pólvora, e seus estaleiros logo foram colocados a todo vapor produzindo barcos para neutralizar o domínio brasileiro no Rio Paraná. Já na fronteira com o Rio Grande do Sul, um exército de 5.000 homens do exercito brasileiro, invadiu o Uruguai no final de dezembro de 1864 e avançou contra Montevidéu em fevereiro de 1865, enquanto a esquadra ameaçava bombardear, no desespero que se formou rendeu-se e foi tomado pelas tropas brasileiras. A Tríplice Aliança para fazer um ataque ao Rio Grande do Sul em abril de 1865, o Paraguai invade e toma a Província Argentina de Corrientes. 

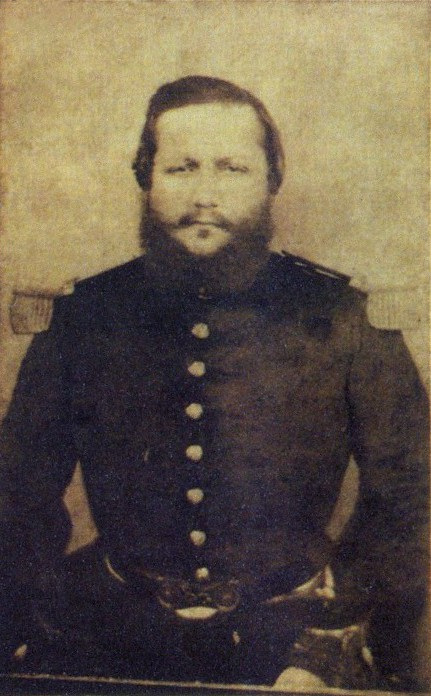
Francisco Solano López

Esse ato de guerra criou uma Tríplice Aliança entre, Brasil, Argentina e Uruguai contra Francisco Solano López, esse ato seria assinado em 01 de maio de 1865. Solano Lopez justificou a invasão ao território brasileiro, pela intervenção do Brasil, em favor de um dos lados, em guerra civil que era travada no Uruguai, o que resultou na deposição do presidente constitucional daquele país, Atanasio Aguirre. Quando o Brasil conseguiu empossar o rival de Aguirre, (que era do Partido Blanco) aliado de Solano Lopez, na figura de Bartolomé Mitre (do Partido Colorado), Solano Lopez sentiu seu governo ameaçado, decidindo então, aprisionar o barco a vapor brasileiro, Marquês de Olinda que levava o presidente da província de Mato Grosso, Frederico Carneiro de Campos, que acabaria morrendo em uma prisão paraguaia, seis semanas depois Solano Lopez, mandaria invadir o território brasileiro.  
Invasão do Mato Grosso
A Invasão do Mato Grosso Comandada pelo Coronel de Cavalaria Isidoro Resquín e pelo subchefe da mesma Arma, Major Martín Urbieta. Esta expedição militar contava com um efetivo aproximadamente de 2500 cavalarianos e um Batalhão de Infantaria. A divisão do norte, nome da coluna que atacou por terra, partiu de Concepción em dezembro de 1864. Resquín penetrou em Mato Grosso, vindo direto ao Fortim Bella Vista e depois atravessa o rio Apa. O Major Urbieta deslocou-se por Cerro Corá, Chiriguelo, indo a Colônia Militar dos Dourados, onde era comandado pelo Tenente de Cavalaria, Antônio João Ribeiro. Antônio João soube da aproximação dos paraguaios no dia 28 de dezembro de 1864. Mandou que a população evadisse do local, permanecendo com sua guarnição. Enviou um mensageiro com a notícia da invasão ao Comandante da Colônia Militar de Miranda e ao Tenente Coronel Dias e Silva que se encontrava em Nioaque, a quem dirigiu a seguinte mensagem: “Sei que morro, mas o meu sangue e o de meus companheiros servirá de protesto solene contra a invasão do solo de minha Pátria”. Segundo algumas crônicas históricas este mensageiro que levava a notícia foi capturado pelo inimigo, sem que antes tivesse chegado à notícia da aproximação dos paraguaios. A notícia chegou através de outro mensageiro enviando por Antônio João, na ocasião da invasão e ocupação da Colônia Militar de Dourados no dia 29 de dezembro de 1864, deu-se o encontro com a coluna paraguaia e a ordem de rendição, Antônio João respondeu ao comandante Urbieta na Colônia Militar de Dourados: __ “Somente me renderei se apresentar às instruções do Governo Imperial”. Na resistência a ocupação, o comandante foi morto e o restante da guarnição debandou. 
A invasão paraguaia da região sul de Mato Grosso havia se iniciado em 1864. Na passagem de Bela Vista sobre o Apa, estabeleceram um posto para o recebimento do gado arrebanhado no território sul de Mato Grosso foi enviado mais de 30.000 cabeças de gado para Assunção, além de cavalos mulas e alguns índios feitos prisioneiros. Em fevereiro de 1865, começaram a chegar a Assunção das primeiras remessas de prisioneiros, aos quais se juntaram posteriormente remessas de população civil deportada. A Reação do Brasil Após a captura do Marquês de Olinda e da invasão do Mato Grosso, uma das primeiras reações brasileiras foi a de enviar um contingente militar terrestre a essa província. Desse modo, em abril de 1865, a Coluna Expedicionária de Mato Grosso partiu de São Paulo com um milhar de guardas nacionais das províncias de Goiás, Minas Gerais e São Paulo, sob o comando do coronel Manuel Pedro Drago, permanecendo inativa por mais de 02 meses em Campinas. Recebeu reforços de 1.200 mineiros de Ouro Preto em Uberaba, na então província de Minas Gerais, de onde partiu em setembro em duas brigadas com uns 2.000 homens e 12 peças de artilharia em direção a Cuiabá. Mas em outubro alterou-se seu destino para Miranda, recebendo o nome de Forças em Operação ao Sul da Província de Mato Grosso, chegando a Coxim em dezembro de 1865, encontrando abandonada pelos paraguaios que tinham retirado a maioria de suas forças à linha do rio Apa. Em junho de 1866 reiniciaram a marcha desde Coxim para Miranda, onde morreu seu chefe o coronel Fonseca Galvão. Chegaram a Miranda, em 17 de setembro de 1866, depois de percorrer mais de 2.000 quilômetros por terra desde São Paulo, onde o forte estava arrasado e a vila tinha sido abandonada nesse dia pelos paraguaios. Um terço da coluna tinha perecido pelas epidemias ou tinha desertado. O coronel Albino de Carvalho, chefe da coluna, manteve-a na insalubre vila de Miranda, produzindo-se ainda mais baixas. Em janeiro de 1867, o coronel Carlos de Morais Camisão assumiu o comando da coluna, então reduzida a 1.680 homens dos 5.000 originais, enviou o acampamento a vila mais bem equipada, Nioaque e decidiu invadir o território paraguaio em direção a Concepcíon, pondo-se em marcha em fevereiro. 
Forte de Bela Vista

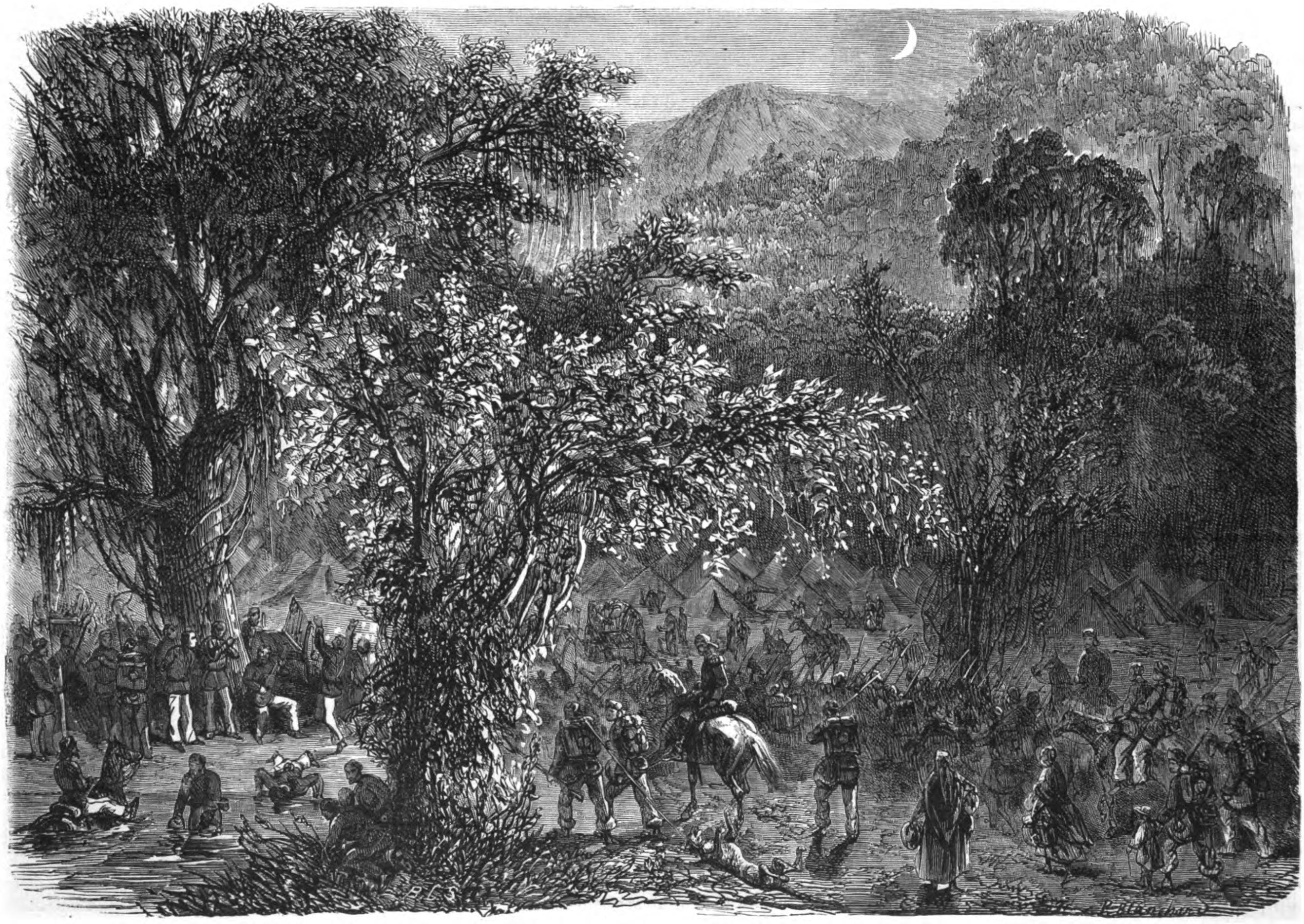
Expedição brasileira para Mato Grosso: Acampamento da divisão expedicionária nas matas virgens de Goiás, na altura do Rio dos Bois.

O Forte de Bela Vista localizava-se, sobre a margem esquerda do rio Apa, na altura do paralelo 22, em território hoje brasileiro. Constituía-se numa antiga posição paraguaia, que se integrava com Santa Margarida, Rinconada, Machorra e outros, de uma linha de pequenas fortificações defendendo o curso do rio Apa até à sua foz, na margem esquerda do rio Paraguai. Considerado como chave para o controle estratégico da região, no contexto da Guerra da Tríplice Aliança, este forte foi eleito como objetivo tático pelo coronel Carlos de Morais Camisão, para ataque pelas forças do Exército brasileiro sob o seu comando. 
Pedro José Rufino juntou-se a outros que se tornariam heróis de guerra, Pedro José Rufino participou da coluna do exército brasileiro comandada por Carlos de Morais Camisão, que atravessou o Rio Apa, em 21 de abril de 1867, mediante o avanço da coluna brasileira, a aldeia e o Forte de Bela Vista foram incendiadas por seus defensores, que a abandonaram e permitiram o ingresso dos brasileiros. No dia 21 de abril de 1867, diante o avanço da coluna brasileira, a aldeia e a fortificação foram incendiadas pelos seus defensores. 
TAUNAY (s. d.) relata que "(...) o forte, que apenas consistia em sólida estacada de madeira, foi ocupado, assim como a vila, por grande destacamento."
Esse ataque teve um objetivo simbólico importante, invadir em retorno um país que nos tinha invadido, e também um objetivo logístico, já que eles tinham notícias de que no retiro de uma fazenda próxima havia uma grande quantidade de gado, sem abastecimentos, apenas o gado das redondezas mantinha a tropa alimentada, a ocupação de Bela Vista demonstrou-se insustentável. Surgiu nesse impasse, o plano de marchar sobre a Fazenda Laguna, localizada a quatro léguas ao sul de Bela Vista, de propriedade pessoal de Francisco Solano López, e destinada à criação de gado. Com esse objetivo, as forças brasileiras deixaram Bela Vista em 30 de abril, dispersando um pequeno contingente de peões, indígenas e escravos paraguaios em Laguna, causando-lhes uma centena de baixas e morrendo um só brasileiro, mas à medida que se aproximavam, os paraguaios retiraram todo o gado para a cidade de Concepción e a tropa ficou sem alimentação. A carne representava a principal fonte de alimentação, para os soldados, transportava-se nas carretas, sal, farinha, gordura animal, arroz. A carne era consumida seca, na força de churrasco ou assada e parte era salgada para conservação, sendo desidratada aos poucos. O ataque a Laguna acabou sendo um desastre, sem víveres para o sustento da tropa pelo menos, 2000 brasileiros morreram, afetados pela cólera, tifo, beribéri ou abatidos pelos paraguaios. A coluna chegou ao Paraguai com 1680 combatentes mais os acompanhantes, ferreiros, negociantes, fornecedores e mulheres que prestavam todo tipo de serviço aos militares e recebiam bem por isso e os familiares dos militares. No total, cerca de 5.000 pessoas acompanhavam o grupo o que era corriqueiro naquela época em ambos os lados da guerra. 

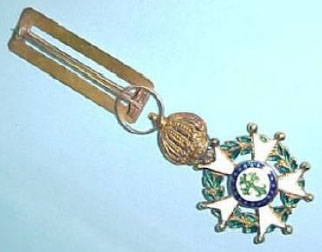
Medalha constância e valor recebida pelo Capitão Pedro Rufino durante a guerra do Paraguai

A Retirada da Laguna
A coluna do exército brasileiro, sendo atacada por todos os lados e com a impossibilidade de partir para a Vila de Concepción, foi obrigada a bater em retirada em 07 de maio de 1867, rumo a Nioaque, sob os constantes ataques da cavalaria paraguaia, que se utilizava de táticas de guerrilha infligindo severas perdas aos brasileiros e lhes tirando o escasso gado que levavam. Em 25 de maio os paraguaios realizaram um ataque sobre o acampamento brasileiro, mas foi rechaçada, a tropa, para andar mais rápido, abandonou no local mais de 130 doentes de cólera e feridos, que foram mortos pelos paraguaios fincados por lanças e degolados pelos seus facões. Esse lugar ficou conhecido como “Cambaracê”, um dos episódios hediondos da guerra do Paraguai, que iriam se repetir, não havia nenhum oficial, só praças a maioria possivelmente era de negros, daí a expressão paraguaia, Cambaracê: “lugar onde o negro chorou”. Recuaram sobre pressão paraguaia até Nioaque, causando grandes baixas no efetivo com centenas de vidas, grande número de índios, mulheres e homens negociantes ou camaradas que haviam acompanhado a marcha agressiva do nosso corpo, entre outras, as mortes do Guia Lopes e dos Comandantes Camisão e Juvêncio, conseguiram retornar às linhas brasileiras em Porto Canutos, perto de Coxim, em 11 de junho de 1867 pouco mais de 700 homens em muito mau estado.
“... Mesmo no início do conflito, quando da criação por decreto dos “Voluntários da Pátria”, em 7 de janeiro de 1865, grandes fazendeiros podiam se alistar como “voluntários” e enviar grupos de escravos em seu lugar, mas este recurso foi pouco utilizado do decorrer da guerra...”. “... Sabe-se que nem todos os negros participantes da guerra eram escravos. Pesquisas mais recente indicam que no máximo 10% do contingente brasileiro, eram de escravos libertados para irem aos campos de batalha...”.
Deixando de lado as razões para a guerra, a riqueza do episódio histórico da Guerra da Tríplice Aliança pode ser monumentalmente reconhecida em Bela Vista, uma das cidades brasileira mais importante dessa controversa história. O primeiro combate por terra da Retirada da Laguna, entre brasileiros e paraguaios, os brasileiros liderados pelo Coronel Carlos de Moraes Camisão e os paraguaios comandados pelo Major Martinho Urbieta. Chegar à cidade de Bela Vista em Mato Grosso do Sul e Bella vista essa do lado Paraguaio, com o Rio Apa a separa-las nos deixa com uma forte emoção no coração, ambas foram palcos de episódios importantes, sangrentos e heroicos da Guerra do Paraguai, do lado brasileiro no dia 11 de maio de 1867, no local denominado Nhandipá (em guarani “Nós chegamos ao fim”), aconteceu uma violenta batalha da Retirada da Laguna. Pedro José Rufino participou do episódio que definiu os rumos do conflito. Ele foi um dos primeiros a atravessar o Rio Miranda, durante a retirada, estimulando sua tropa a chegar aos limites da região, a segurança da retirada estava na firme determinação de Pedro Rufino. “Ao atravessar o rio, Rufino se deparou com um grande laranjal, da Fazenda Jardim, que ofereceu alimento aos homens alquebrados. Muitos morreram, em decorrência da cólera, mas o capitão esteve entre os sobreviventes”. 
Uma guerra que quase levou o extermínio de um povo, 75,75% da população do Paraguai foi aniquilada, 96,50% dos homens e 55% das mulheres. O Paraguai tinha na época 800.000 habitantes, restaram apenas 194.000, suas terras foram repartidas e vendidas a estrangeiros, que passaram a cobrar altas taxas para que os camponeses paraguaios seus antigos donos pudessem nelas trabalhar. 140 mil quilômetros foram anexados pelo Brasil e Argentina. Sua economia ficou arruinada, suas produções agrícolas destruídas, toda sua infraestrutura, seu desenvolvimento que tinha alcançado o exterior, retrocedeu uma geração. O Brasil assinou um tratado com o Paraguai em janeiro de 1872, obteve todo o território entre o Rio Apa e o Rio Branco, assegurou também a navegação nos Rios Paraguai e Paraná, importante para o Mato Grosso e Oeste Paulista. O Paraguai acabou ficando sob forte influência e controle do Império Brasileiro. O Brasil em compensação ganhou uma divida milionária com a Inglaterra, de uma divida de 3.000.000 de libras em 1871, um ano após fim da guerra, pulou para 19.875.000 em 1889, no fim do império, a Inglaterra se aproveitou do inicio da guerra, logo tratou de fazer as pazes com o Brasil, pois haviam cortado relações por causa da famosa “Questão Christie” (1861-1863), isso foi no dia 23 de setembro de 1865, aproveitando que o Imperador D. Pedro II esta acampado em Uruguaiana, o Ministro Thornton a mando da Rainha Vitória, foi pedir o reatamento das relações, logico, visando tirar algum proveito com a guerra. 
Pedro José Rufino, no livro de Taunay, é um personagem importante, que em diversos momentos guia os soldados e é considerado um dos grandes responsáveis pela chegada dos sobreviventes a Coxim. Comandante de grande reputação, bravura e atividade. É assim que Alfredo de Taunay, o visconde, autor de “A Retirada da Laguna”, se refere ao capitão Pedro José Rufino, o comandante do Corpo de Caçadores. Um dos poucos sobreviventes de um dos eventos centrais da Guerra do Paraguai. Alfredo de Taunay relatou a participação do capitão Pedro José Rufino com empenho e heroísmo na epopeica Retirada da Laguna: 
“Gozava o comandante do corpo de caçadores, capitão Pedro José Rufino, de grande reputação de bravura e atividade. Se alguma coisa devêssemos recear, era o excesso de ardor por parte de ambos, a comprometer a empresa; e assim deitar a perder toda a coluna. Foi, pelo contrário, a reunião de tais qualidades que facilitou o êxito de uma combinação a que o comandante, com razão, ligara o maior apreço.”
Condecorações Recebidas

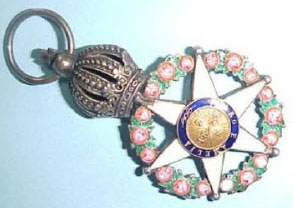
Medalha recebida pelo Capitão Pedro Rufino durante a guerra do Paraguai

O Governo Imperial concedeu-lhe, em 1863, o diploma de Cavaleiro da Ordem de São Bento de Avis, reconhecendo-lhes os méritos. Agraciou-lhe com o Hábito da Ordem de Cristo, em 1866, pelos relevantes serviços prestados na fronteira de Miranda, quando da invasão paraguaia. Honrou lhe com a medalha de prata "Constância e Valor", criada para condecorar as Forças Expedicionárias do Sul da então Província do Mato Grosso. Nesse mesmo ano foi agraciado com o Hábito da Imperial Ordem do Cruzeiro pelos relevantes serviços na Campanha do Apa. Em 1888, ainda é homenageado com a medalha geral da Campanha do Paraguai.
Medalhas recebidas por Pedro José Rufino das mãos do Imperador do Brasil, Dom Pedro II, pela sua participação na Guerra do Paraguai. Promoções Em 1874, Rufino é promovido a Major por merecimento e classificado em Goiás, mas não chega a partir por ter sido novamente transferido para o Primeiro Corpo de Cavalaria. Em 1884 é transferido para Goiás, de onde um ano depois voltava já Tenente Coronel graduado para o seu inseparável Corpo de Cavalaria. Promovido a Tenente Coronel, é classificado no 3º Regimento de Cavalaria Ligeira, reformando-se a 03 de fevereiro de 1888, com 49 anos de serviços efetivos e com 54 anos dobrados pela idade. 
Depois da guerra, Pedro José Rufino se casou com Anna Joaquina do Rosário, com quem tem nove filhos. Primeiro residiu em Miranda e depois se mudou para Nioaque, quando o País passa do Império para a República. 
Troféus de Guerra
Durante a guerra, muitos saques foram feitos em território Paraguaio, pelas tropas inimigas, sendo milhares de itens saqueados como troféus de guerra, como móveis, livros, peças de igrejas, documentos históricos, registros de terras e peças de artilharia. Móveis que Francisco Solano Lopéz, havia comprado na Alemanha, foram saqueados e levados para a Argentina por ordem de Bartolomé Mitre. Os moveis estavam em exibição no Museu Histórico de Entre Rios, mas em 2011, a presidente Cristina Kirchner oficializou a sua devolução. O Brasil levou além de vários saques, um importante item, o canhão “El Cristiano”, que foi produzido pela fundição de sinos de várias igrejas de Assunção. Ele havia sido colocado no Forte de Curupaiti e conteve o avanço de tropas brasileiras e argentinas que rumavam para o Forte de Humaitá. Ainda hoje o canhão é fruto de disputas entre o Brasil e Paraguai, em 2013 o presidente do Paraguai Federico Franco, solicitou a sua devolução, tendo o governo brasileiro cogitado a sua devolução, mas foi contestada por militares brasileiros e historiadores por sua relevância como patrimônio histórico nacional. Hoje ele ainda se encontra no pátio do Museu Histórico Nacional no Rio de Janeiro. 

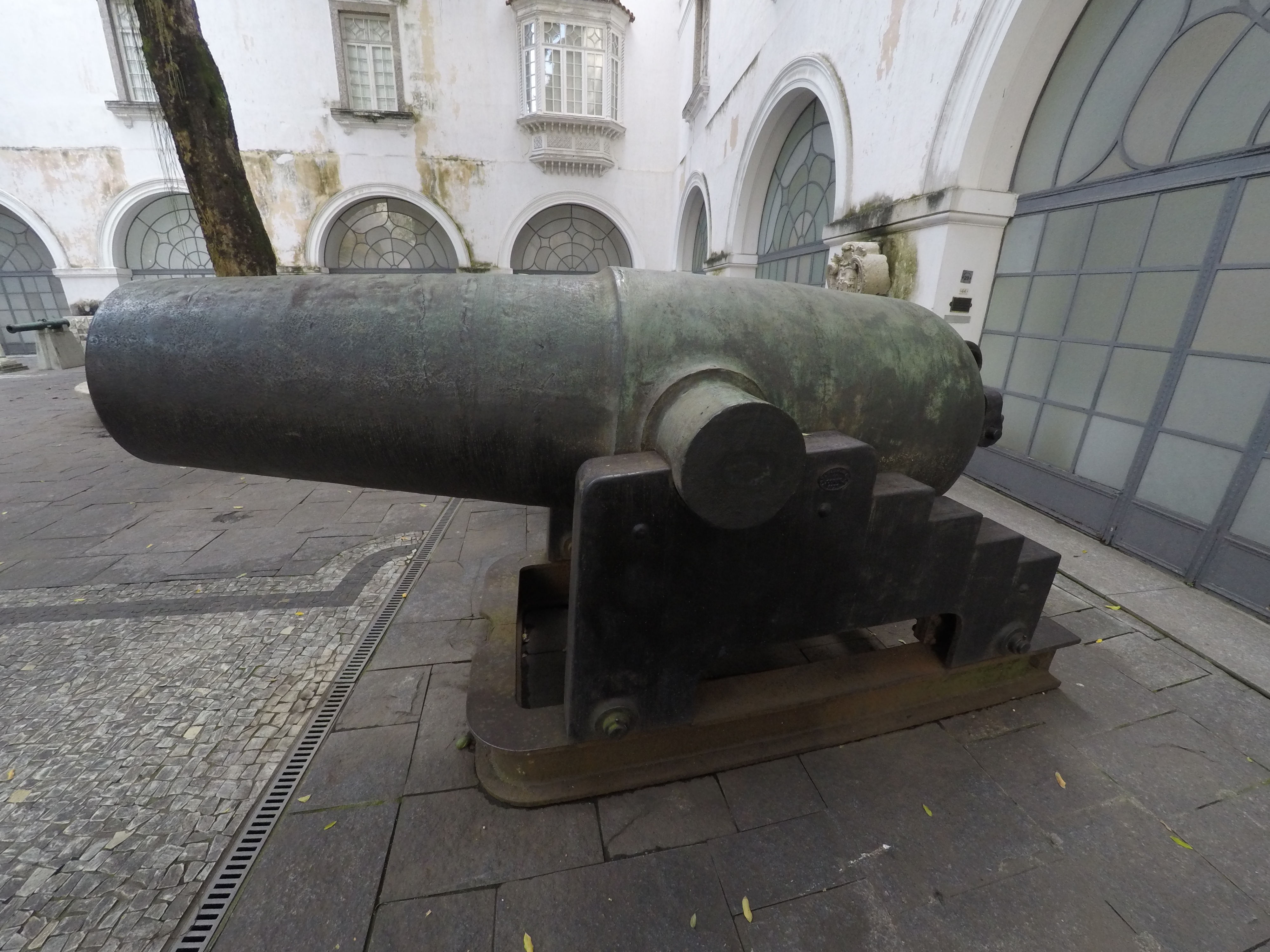
Canhão El Cristiano